# Kruisvluchtwapen

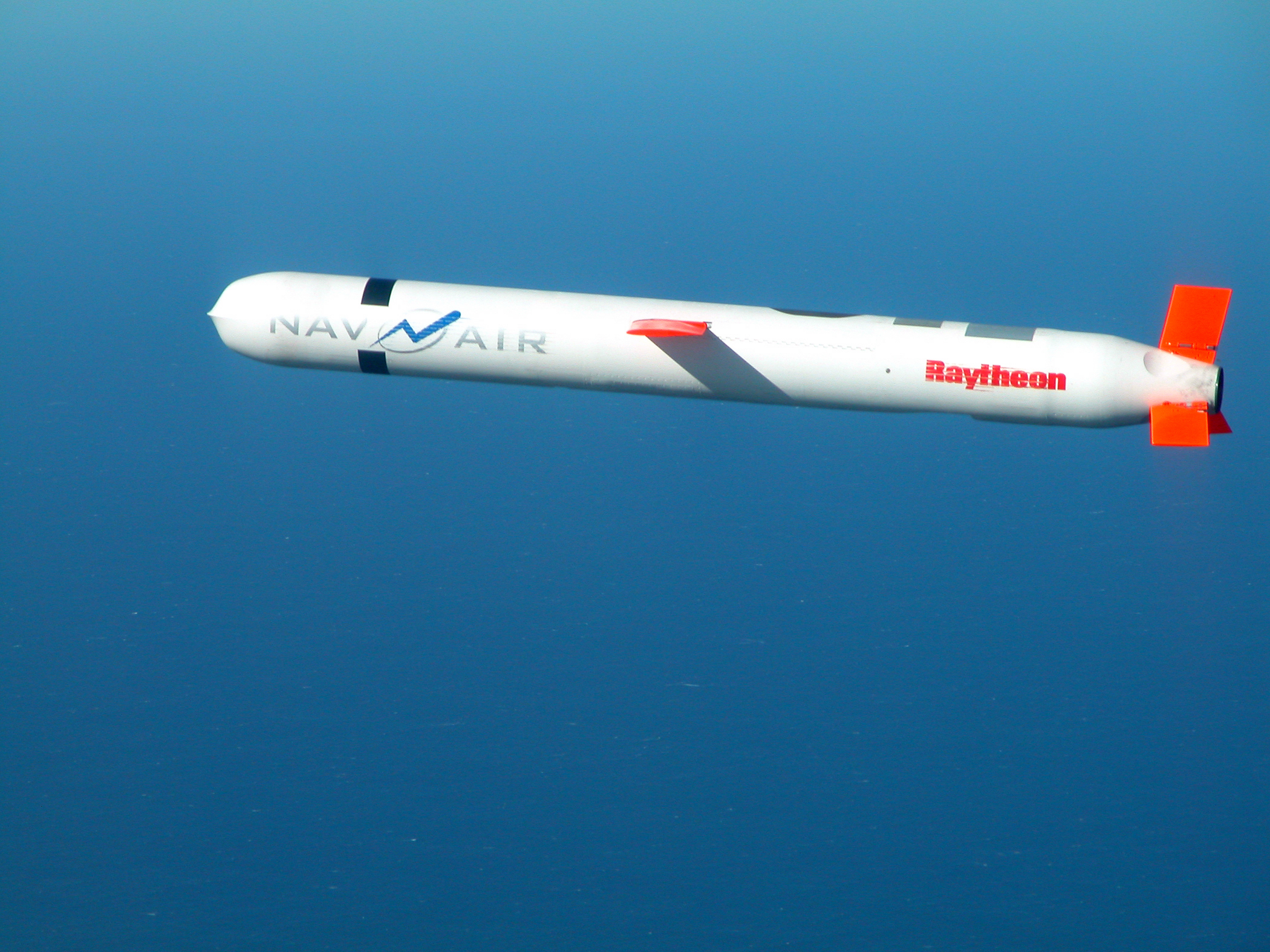
Testexemplaar van een Tomahawk-Block IV-kruisvluchtwapen

Een kruisvluchtwapen (Engels: Cruise Missile, ook wel Air Launched Cruise Missile, afgekort ALCM) is een geleid wapen met een conventionele of nucleaire explosieve lading dat na lancering in een horizontale baan, met geleiding en voortstuwing over het volledige traject, naar zijn doel vliegt. Dit in tegenstelling tot een ballistisch wapen, dat na een voortstuwingsfase een ongeleid of geleid ballistisch traject volgt, of een zweefbom, die niet aangedreven wordt. De benaming kruisraket is minder juist omdat er meestal geen raketaandrijving aan te pas komt: het is eigenlijk een bestuurbare vliegende bom.
De Duitse Fieseler Fi 103, bekend geworden als V1 en in de Tweede Wereldoorlog ingezet tegen Engelse en Belgische steden, wordt algemeen als het eerste van deze categorie wapens (toen aangeduid als vliegende bom of robotvliegtuig) gezien. Met moderne kruisvluchtwapens als de Amerikaanse Tomahawk kunnen vanaf schepen, onderzeeboten en vliegtuigen doelen op meer dan 1500 km afstand met grote nauwkeurigheid aangevallen worden.